# Ёмсна (река)
Ёмсна (Емец, Емсно) — река в России, протекает по Комсомольскому району Ивановской области и Нерехтскому району Костромской области. Устье реки находится в 70 км от устья Солоницы по левому берегу. Длина реки составляет 39 км, площадь водосборного бассейна — 168 км².

## Притоки
- Елена[3] (левый)
- Бугинский[3] (правый)
- Поток[4] (левый)

## Данные водного реестра
По данным государственного водного реестра России относится к Верхневолжскому бассейновому округу, водохозяйственный участок реки — Волга от Рыбинского гидроузла до города Кострома, без реки Кострома от истока до водомерного поста у деревни Исады, речной подбассейн реки — Волга ниже Рыбинского водохранилища до впадения Оки. Речной бассейн реки — (Верхняя) Волга до Куйбышевского водохранилища (без бассейна Оки).
Код объекта в государственном водном реестре — 08010300212110000011351.